# Lycalopex culpaeus culpaeus
Lycalopex culpaeus culpaeus, comúnmente llamado zorro culpeo o zorro colorado, es una de las subespecies en que se divide la especie Lycalopex culpaeus, siendo esta la subespecie nominal o típica. Es un cánido que habita en el oeste y sur de América del Sur.

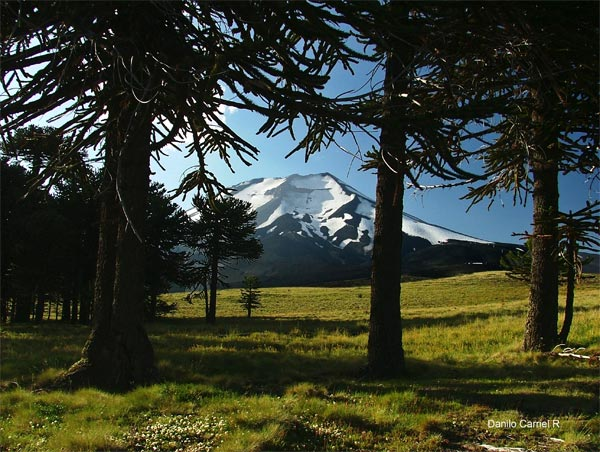
Aspecto del bosque de araucarias en Lonquimay en el centro-sur de Chile; uno de los hábitats adecuados para esta subespecie.

## Descripción original y localidad tipo
En 1782, Molina lo describe por primera vez para la ciencia, pero sin designar un holotipo ni hacer referencia al material que estudió; simplemente señaló que era: 

«un perro selvático o mejor dicho un gran zorro, con una cola peluda parecida a la del perro ordinario, además su voz es débil pero similar al ladrido del perro».

La localidad tipo original era: «Chili». Luego de un siglo y medio de la descripción original, en 1931, Ángel Cabrera la restringió a la: «Provincia de Santiago», Chile.

## Descripción

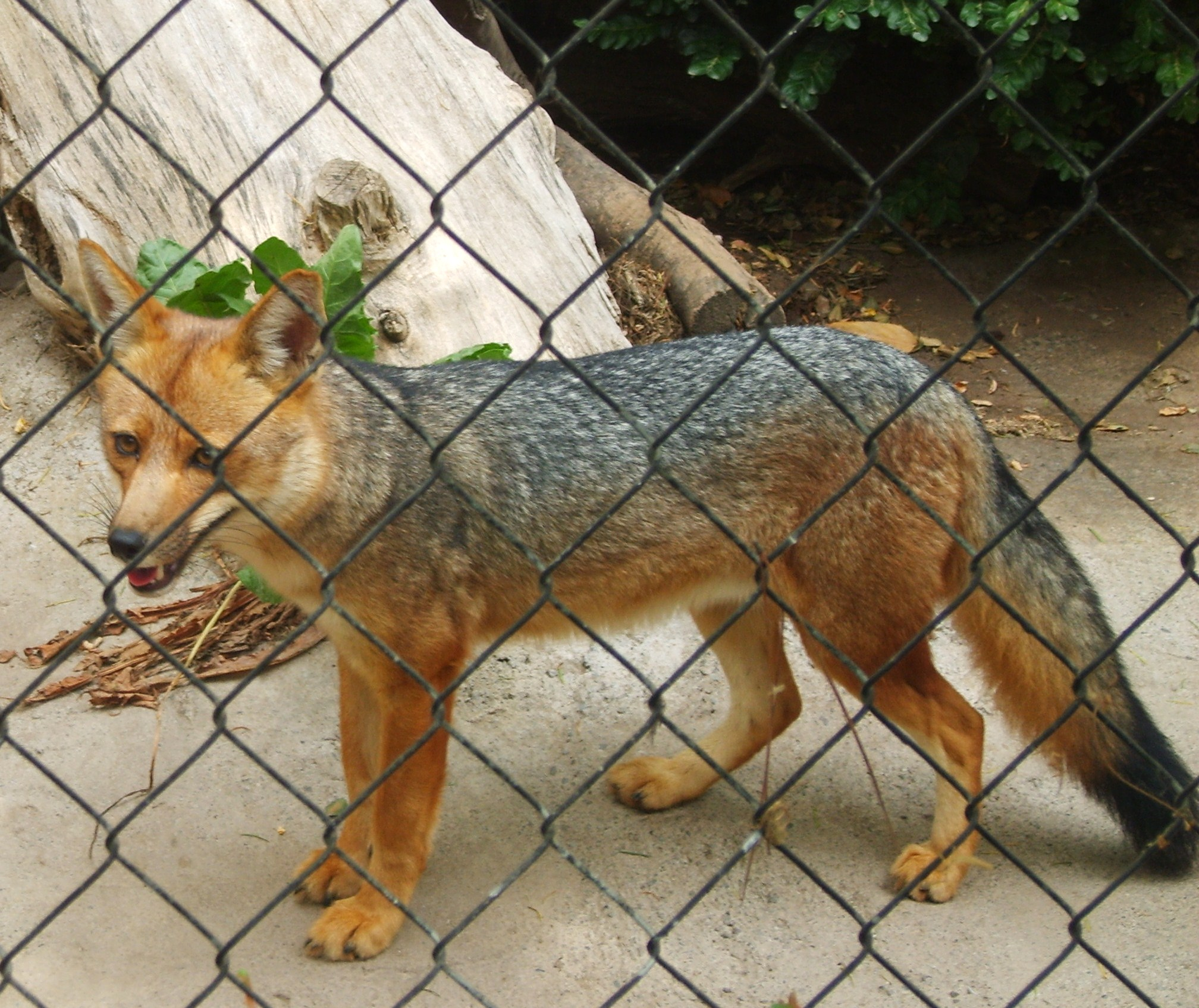
Un ejemplar cautivo en el Buin Zoo, Chile.

Esta subespecie tiene el aspecto de un zorro robusto, de cabeza y patas rojizas, vientre, cuello y boca blancos y lomo gris rayado de negro. La cola está muy poblada de pelos grises que se vuelven negros en su punta.
En Aucó, en cercanías de Illapel, en la Región de Coquimbo, se midieron ejemplares de un promedio de cabeza más cuerpo de 628 mm, y un peso de 4,317 kg.

## Hábitat
Habita en montañas, praderas, estepas arbustivas, desiertos, y bosques. 

## Distribución
Esta subespecie se distribuye a lo largo de la Cordillera de los Andes, en el centro de Chile desde la Región de Coquimbo hasta el seno de Reloncaví en la Región de Los Lagos, y en el oeste de la Argentina, en el oeste de las provincias de Neuquén, Río Negro, y Mendoza, y con dudas en el sudoeste de San Juan.

## Alimentación
Se alimenta de roedores, conejos, aves y lagartos, y en menor medida de plantas y carroña. En algunas zonas muy antropizadas ataca a los rebaños de ovejas, razón por la cual ha sido perseguido duramente por los ganaderos, que le disparan o envenenan carroñas. Como consecuencia de esto, se ha vuelto muy raro en algunas zonas y en otras se ha extinguido.